# Мэрэкл, Ли
Ли Мэрэкл (родилась 2 июля 1950, Ванкувер, Британская Колумбия — 11 ноября 2021, Сарри, Британская Колумбия) — канадская поэтесса и писательница из народа Столоу, награждена Орденом Канады. Выступала с критикой отношения канадского правительства к коренным народам, обращала особое внимание на вопросы, касающиеся женщин из числа коренного населения.

## Ранние годы
Мэрэкл родилась в 1950 году в Ванкувере, Британская Колумбия, будучи внучкой вождя группы коренных народов Тслейл-Ваутут Дэна Джорджа. Выросла в соседнем городе Северный Ванкувер. После снятия ограничения на обучение в общественных школах для детей из коренных народов Мэрэкл была одной из первых, кто пошел туда учиться. Позднее бросила школу и уехала в Калифорнию, где занималась разной работой, включая продюсирование фильмов и участие в стендап-комедиях. Вернувшись в Канаду и поступив в Университет Саймона Фрейзера, была одной из первых представителей коренного населения, чьи художественные работы были опубликованы в начале 1970-х.

## Карьера
Мэрэкл является одним из самых популярных авторов-выходцев из коренных народов в Канаде. Также признана авторитетом в вопросах, касающихся коренных народов Канады и посвящённой им литературе. Мэрэкл была одним из основателей международной школы письма Эновкин в Пентиктоне и культурным директором Центра театра коренных народов в Торонто.
Мэрэкл известна своими выступлениями на политические, исторические, феминистские и социологические темы, связанные с коренными народами. Работала консультантом по вопросам самоуправления коренных народов Канады. В эфире CBC Radio 18 мая 2014 года высказала мнение, что канадский народ (не правительство, поскольку Канада является «незаконным государством») должен взять на себя ответственность за культурный геноцид и кражу всей земли у коренных народов.
Она преподавала в Торонтском университете, Университете Уотерлу и в Университете Южного Орегона, также работала профессором факультета канадской культуры в университете Западного Вашингтона. В последние годы жизни Мэрэкл проживала в Торонто, преподавая в Доме коренных народов Торонтского университета. Будучи уже известным писателем, преподавала литературу в Гуэлфском университете.
В 2017 году Мэрэкл была награждена премией «Bonham Center», учреждённой центром исследований сексуального разнообразия имени Марка С. Бонэма при Торонтском университете, за вклад в продвижение и просвещение по вопросам сексуальной идентификации.
Последний сборник стихов Мэрэкл «Hope Matters» (Надежда имеет значение) был написан совместно со её дочкой Колумпой Бобб и Танией Картер и опубликован в 2019 году.